# Toxocampinae
Sous-famille
Les Toxocampinae sont une sous-famille de papillons de nuit de la famille des Erebidae.

## Description
Les papillons de nuit de cette sous-famille ont généralement une forme primitive de pattes génitales semblables à celles de certaines sous-familles des Noctuidae.

## Liste des genres
Selon NCBI (18 juillet 2024) :
- Anumeta Walker, 1858
- Apopestes Hübner, 1823
- Autophila Hübner, 1823
- Chrysorithrum Butler, 1878
- Lygephila Billberg, 1820

## Taxonomie
L'analyse morphologique a précédemment classé la sous-famille comme la tribu Toxocampini de l'ancienne sous-famille des Catocalinae au sein des Erebidae. L'analyse phylogénétique soutient la sous-famille comme un clade au sein des Erebidae mais en dehors des Catocalinae (maintenant appelés Erebinae),.
Le nom valide complet (avec auteur) de ce taxon est Toxocampinae Guenée, 1852.